# Pedagogia

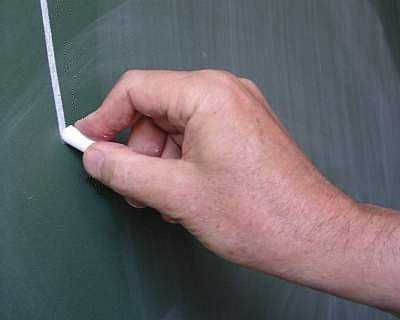
Guixant a una pissarra

La pedagogia és el conjunt de sabers sobre l'educació. És una disciplina acadèmica alhora que una activitat social i/o professional que abasta un ventall important de tasques relacionades amb l'acte d'educar, des de l'ensenyament formal a l'orientació professional, la formació en organitzacions i empreses, el suport pedagògic a famílies, l'assessorament en projectes educatius i materials didàctics, projectes d'intervenció social, entre d'altres.

## Etimologia
Pedagogia ve del grec, paidagogos (παιδαγωγία), que era l'esclau que acompanyava els nens a l'escola. La paraula paida o paidos es refereix a nois, aquest és el motiu pel qual alguns distingeixen entre "Pedagogia" (ensenyar a nois) i andragogia (ensenyar a adults). La paraula llatina per a referir-se a la pedagogia, educació, és molt més utilitzada i, sovint, ambdues s'utilitzen de manera indiferent.

## Història de la pedagogia
La pedagogia existeix des que l'educació va passar a ser considerada un assumpte social i no sols familiar. Per això els primers escrits teòrics apareixen a Grècia, a les polis democràtiques on l'ensenyament facilitava l'accés a la política. Roma va heretar aquesta preocupació.
A l'edat mitjana, l'educació estava molt lligada a l'Església ja que l'única educació que es considerava de profit era la religiosa que permetia assolir la salvació. A més a més, la cultura estava als monestirs i després a les universitats, dominades pels teòlegs. El Renaixement, amb el seu afany de recuperació dels clàssics i l'ànsia de saber i de tenir cultura, va donar un nou impuls a la pedagogia. Amb la Il·lustració es va lligar definitivament a la idea de progrés, ja que sense educació un poble no pot avançar (d'aquí les campanyes d'alfabetització).
El gir pedagògic que es va produir a la societat europea en el trànsit del segle XVIII al segle XIX està lligat a les revolucions polítiques, econòmiques i socials d'aquella època.
Considerant el paper dels estats en el benestar dels infants, a l'inici del segle XX es percep una nova concepció de la infància que aconseguirà important acceptació social. Hi ha dos factors que ho afavoreixen, el desenvolupament de la psicologia evolutiva, amb un coneixement més exacte del nen i, per altra banda, la vertebració i consolidació de l'Escola Nova, amb els infants com a element bàsic de l'educació.
El moviment de renovació pedagògica va íntimament vinculat als plantejaments de l'Escola Nova, que va sorgir a finals del segle XIX, per Europa i Estats Units, promovent un canvi en la manera d'ensenyar, impulsant un aprenentatge actiu, en contrast amb el de l'Escola Tradicional, així com renovant els seus principis. L'escola activa va sintonitzar amb els plantejaments de la Mancomunitat de Catalunya i també va ser un impuls pels moviments pedagògics renovadors de les Illes i País Valencià. L'Escola Nova veu la infància com una etapa amb significació pròpia. La nova pedagogia, amb fonament experimentalista i biologista situa l'educand com el protagonista en el procés educatiu, fonamentant el procés educatiu i l'aprenentatge en el coneixement psicològic de cada edat, en la lògica de l'alumne i no pas de l'adult. En són figures teòriques importants, entre d'altres, el pedagog estatunidenc John Dewey, amb les seves concepcions sobre socialització i educació social, el psicopedagog belga Ovide Decroly, pioner de la pedagogia biològica i psicològica moderna, la pedagoga i metgessa Maria Montessori, impulsora del mètode conegut amb el seu cognom, un sistema educacional destinat a encoratjar l'espontaneïtat de l'infant, el pedagog francès Célestin Freinet, creador d'un mètode pedagògic propi amb tècniques innovadores o el psicopedagog i neuròleg suís Édouard Claparède, divulgador i sistematitzador de les modernes ciències de l'educació.
A tall d'exemple, els viatges de Miquel Porcel i Riera, director de l'Escola Annexa de nins, a França, Suïssa i Itàlia per conèixer el que feien en la pràctica els mestres d'aquests països va ser clau per la propagació de les idees de l'Escola Nova a les Illes Balears.
Durant el primer terç del segle XX la família estricta es va consolidant enfront de la família extensa, a conseqüència de la progressiva industrialització i adaptació a la mobilitat. Tot i que encara hi havia clara diferenciació de rols i treballs entre home i dona comencen a sorgir posicionaments de revisió, com la de Carme Karr que advocava per dotar les dones d'eines que les capacitessin tant per a l'exercici d'una professió com per a la igualtat de drets, amb la seva revista Feminal  aconseguia fer visibles les dones de Barcelona a principis del segle xx, donant visibilitat i reconeixement social. Aquestes noves visions contribuïren a una nova visió de la infantesa amb la difusió de la puericultura. En va ser un exemple el Curs Normal Tècnic organitzat per l'Ajuntament de Barcelona, amb la direcció de Rosa Sensat, en un intent que la dona pogués ser activa ciutadana i educadora familiar amb coneixements de noves perspectives en l'educació. Un exemple de tractat de pedagogia familiar, inspirat en la nova escola, l'observem en les conferències de l'advocat Pere Ballester a l'Ateneu de Maó, el 1921. La implantació del mètode Montessori, impulsat per la Mancomunitat de Catalunya i l'Ajuntament de Barcelona va ser un element per la millora qualitativa  de l'educació en primera infància, pel seu rigor i sistemàtica va contribuir a considerar la importància de l'educació infantil. En aquest període es va desenvolupar, amb les aportacions de l'educació activa i psicologia evolutiva, un canvi en el rol social de la infància i en la concepció de les institucions educatives d'aquesta etapa d'edat, aspectes familiars, així com la valoració educativa del joc.
Altres aportacions, com la de la pedagoga sueca Ellen Key sobre la importància de maternitat per a la societat van influir en la legislació social de diversos països europeus. Una de les seves obres més coneguda és Barnets århundrade (El segle dels nens) (1909).

## La pedagogia en l'actualitat
Actualment, la Pedagogia ha evolucionat molt des del seu origen etimològic. Avui en dia, la Pedagogia no és només la ciència que s'ocupa de les tècniques de l'ensenyament, això és tasca d'una altra ciència pedagògica anomenada Didàctica. La Pedagogia és un conjunt de sabers que s'ocupen de l'educació com un fenomen típicament social i específicament humà. És, per tant, una ciència de caràcter psicosocial que té per objecte l'estudi de l'educació amb la finalitat de conèixer-la i perfeccionar-la. També és una ciència de caràcter normatiu perquè no es dedica a descriure el fenomen educacional sinó a establir les pautes o normes que hem de seguir per a dur a bon terme aquest fenomen.
Actualment la pedagogia pren conceptes i principis d'altres disciplines com la sociologia, la psicologia, la filosofia o l'antropologia entre d'altres. S'accepta, per tant, el principi general metodològic de la investigació científica de complementarietat en les elaboracions teòriques del coneixement. Cada disciplina científica s'especialitza en la seva pròpia tasca, i pot interpretar d'altres àmbits amb els conceptes que elabora. L'important és que es distingeix entre ciència general i ciència aplicada. Però no hi ha exclusió entre la pedagogia com a disciplina i les elaboracions de les ciències de l'educació. En l'àmbit pedagògic hi ha Pedagogia i hi ha ciències de l'educació (Sociologia de l'educació, Psicologia de l'educació). En la Pedagogia podem distingir entre investigacions teòriques sobre l'educació (Filosofia de l'educació i d'altres teories interpretatives), investigacions de teoria pràctica, investigacions de caràcter epistemològic, que poden ser de Didàctica, Pedagogia general, segons Herbart, tot i que segons d'altres teòrics com Nohl l'anomenen teoria de l'educació de forma més restrictiva, o Pedagogia comparada. Està provat que les diferents formes d'entendre el coneixement de l'educació han generat una necessària diversitat de coneixements teòrics, tot depenent del tipus de circumstàncies analitzades. A vegades caldran teories substantives de l'educació i a voltes teories pràctiques i interpretatives per orientar la intervenció en termes validats per altres disciplines consolidades com la Psicologia o la Sociologia, i en altres, teories filosòfiques de l'educació, centrades a conèixer les conseqüències derivades per l'educació en una determinada concepció de vida (filosofies de l'educació) o teoria filosòfica centrada en anàlisi dialèctica, crítica per estudiar la lògica interna del sistema conceptual d'educació.
Pedagogia també es refereix al correcte ús d'estratègies d'ensenyament (vegeu Disseny d'aprenentatge). Per exemple, el brasiler Paulo Freire, un dels educadors més significatius del segle xx, es refereix al seu mètode d'ensenyament per a adults com "pedagogia crítica".

## Pedagogs famosos
| - John Haden Badley - Joan Bardina i Castarà - Johann Bernhard Basedow - Juan Pablo Bonet - Pierre Bovet - Comenius - Olga Cossettini - Roger Cousinet - John Dewey - Erasme - Victorino de Feltre - Francesc Ferrer i Guàrdia - Adolphe Ferrière - Lourenço Filho - Célestin Freinet - Paulo Freire - Johann Friedrich Herbart - Jean-Joseph Jacotot - Georg Kerschensteiner - Nadejda Krúpskaia - Joseph Lancaster - Giuseppe Lombardo-Radice - Lorenzo Luzuriaga Medina | - Anton Makarenko - Andrés Manjón - Marta Mata - Lorenzo Milani - Maria Montessori - Alexander Neill - Paul Oestreich - Helen Parkhurst - Pascual Pérez Gascón - Peter Petersen - Jean Piaget - Joan Puig i Elias - Wolfgang Ratke - Cecil Reddie - Pere Roselló i Blanch - Ramon Ruiz Amado - Rosa Sensat - Eduard Spranger - Rudolf Steiner - Edward Lee Thorndike - Francesco Tonucci - Carleton Wolsey Washburne |